# Суходол (фильм)
«Суходо́л» — дебютная работа режиссёра Александры Стреляной. Фильм снят по мотивам одноимённой повести Ивана Бунина.

## Сюжет
Крепостная Наталья, часть мира помещиков Хрущевых, который разваливается на глазах. Пётр Хрущев, старший в роду, приехал домой на побывку со своим другом, который сразу понравился его сестре Тоне, и она надеется, что они поженятся. Пётр понимает, что не сможет вывести сестру в город, у него нет на это денег, да и сестре лучше жить в деревне. Наталья сама влюбляется в Петра и крадёт его зеркальце, чтобы иметь что-то от любимого. Её поступок раскрывают и ей отрезают косу, что является огромным позором для девушки, и ссылают на дальный хутор в наказание. Она живёт там в компании хозяев хутора, к которым иногда приходят так называемые блаженные, которых Наташа всегда просит молиться за неё. Через некоторое время прибегает один из лакеев, который напивается воды и признаётся, что он сбежал. Ночью его убивают и крадут сапоги и вещи. Друг Петра уехал и не женился на Тоне. От этого она впала в глубокую депрессию, и Наталью вызвали обратно, чтобы служить ей. За время, что её не было, женился сам Пётр. Жена его в положении, она теперь хозяйка дома, в то время как Пётр служит в городе. Тоня неадекватна, лупит дворовых девок, и к ней приглашают целителей, которые пытаются заговорить её недуг и не могут, но в доме привечают всякого. Один из таких привечанных изнасиловал Наталью, и она забеременела. Через некоторое время она попросилась за ягодами и пёрышками для хозяйки, и, упав с откоса, потеряла ребёнка. В это время загорается Суходол, и Пётр, которой только приехал, гибнет в огне. Наталья делает вывод, что её жизнь, по-видимому, заключается не в замужестве и детях, а в служении Тоне.

## В ролях
| Актёр               | Роль               |
| ------------------- | ------------------ |
| Яна Есипович        | Наталья            |
| Роза Хайруллина     | юродивая           |
| Елена Калинина      | Тоня               |
| Олег Гаркуша        | Юшка               |
| Александр Ноткин    | офицер             |
| Вадим Сквирский     | барин              |
| Наталья Бурмистрова | барыня             |
| Анатолий Гришин     | Бодуля             |
| Сергей Синцов       | Шарый              |
| Светлана Гайтан     | Марина             |
| Константин Стрелков | колдун             |
| Нина Семёнова       | паломница          |
| Мария Нестерова     | немая              |
| Любовь Учаева       | Наталья в старости |
| Игорь Лепихин       | лекарь             |
| Александра Елагина  | девочка            |
| Екатерина Межова    | невеста            |
| Светлана Обидина    | подружка           |
| Татьяна Рябоконь    | крестьянка         |
| Мария Кроликова     | старуха            |
| Даниил Шигапов      | Гевраська          |

## Фестивали и премии
- 2011 — Диплом за любовь к авторскому кино (получила режиссёр Александра Стреляная) на XIV фестивале независимого кино «ДебоширФильм — Чистые грёзы»
- 2011 — Гран-при фильму «Суходол» (Александра Стреляная) на XIII Всероссийском Шукшинском фестивале
- 2012 — XVIII Российский кинофестиваль «Литература и кино» в Гатчине: диплом Яне Есипович в номинации Лучшая женская роль[2]